# Press TV
Press TV — англоязычный международный новостной телеканал, финансируемый за счёт правительства Ирана, базируется в Тегеране, имеет круглосуточный эфир, в том числе, в Интернете. В штате работают 26 международных корреспондентов и 400 сотрудников.
С 2022 года внесен в санкционный список всех стран Евросоюза «за создание и трансляцию принудительных признаний задержанных, включая журналистов, политических активистов и иных лиц».

## История
Сайт телеканала был запущен в конце января 2007 года. Тестовое спутниковое вещание было проведено в конце апреля 2007 года. Дата запуска канала 2 июля 2007 года.

### Снятие с европейских спутников
В июле 2013 года Press TV и другие иранские телеканалы были удалены с нескольких европейских и американских спутников (среди прочих со спутников Eutelsat и Intelsat), якобы из-за западных санкций против Ирана, хотя представитель ЕС сообщил каналу, что санкции ЕС не распространяются на средства массовой информации.

## Миссия
Миссия Press TV состоит в том, чтобы предложить другую точку зрения о мировых событиях, освободить глобальный массмедиа-рынок от засилия западного мнения; преодолеть культурные разногласия, а также подчеркнуть универсальность и жизнеспособность политических и культурных различий. Телеканал заявляет, что он не является зависимым от какой-либо коммерческой или государственной структуры. Press TV стремится конкурировать, в частности, с Al Jazeera English, France 24 и Russia Today.
Press TV, круглосуточно ведёт информационные выпуски, комментарии программ и дискуссии за круглым столом, а также документальные фильмы.

## Финансирование и независимость
Press TV финансируется за счет иранского правительства. Согласно Шахабу Моссавату, бывшему руководителю коммуникаций Press TV и ведущему хозяину, в настоящее время: «Press TV сохранит свою редакционную независимость от правительства». В интервью NPR (Национальное Общественное радио), он подчеркнул, что телеканал будет финансироваться государством, а не контролироваться им.

## Журналисты
Мохаммад Сарафраз, руководитель нового канала, утверждает, что большая часть зарубежных корреспондентов не иранцы, среди них много британцев и американцев. Канал имеет более 50 корреспондентов в Лондоне, Нью-Йорке, Вашингтоне, Бейруте, Дамаске, Пекин, Москве и в нескольких других европейских столицах, а также пять корреспондентов, освещающих израильско-палестинский конфликт в Газе, Рамалле и Иерусалиме. Он также сказал, что подготовка была представлена Би-Би-Си-аффилированными педагогами.

### Штат в Иране
Ведущие новостей: Кавех Тагхави, Араш Зэхеди, Саид Пуреза, Хассан Таваколи, Каниз Фатима, Хома Лезги, Бардия Хонардар, Вакар Ризви, Бехруз Наджафи, Наргесс Мобаллеги и Марзих Хэшеми. А также ведущие спортивных новостей: Шина Ширани, Юнот Кастелин и Эмир Хоссейн Эскандэр.
Прежде, чем возвратиться в Лондон, Афшин Раттанси, бывший журналист BBC (программа BBC Today), CNN, Bloomberg и а Аль-Джазира, также работал в штаб квартире Пресс-ТВ в Тегеране. Эмир Арфа ведёт Fine Print, передачу о прессе.

### Британский штат
Рошан Мухаммед Салих — лондонский редактор новостей Пресс-ТВ и главный корреспондент. Среди других лондонских корреспондентов Фарина Алам и Хассан Гани. Мэтью Ричардсон, юрисконсульт Пресс-тв в Лондоне, привлек внимание своими появлениями на других телевизионных каналах, чтобы защитить Пресс-тв, и отвечал на вопросы о их спорных репортажах, в частности об освещении иранских выборов. Один из самых известных западных телеведущих Пресс-тв Ивонн Ридли — бывшая журналистка Аль-Джазиры и Sunday Express, которая прежде побывала в плену у талибов. Другой известный ведущий Джордж Галлоуей — бывший член британского парламента от лейбористской партии Великобритании и партии Respect.
Эндрю Джиллигэн — журналист, работающий на Пресс-тв в Лондоне. Он был вынужден уйти с Би-би-си, когда комментарии старейшего медиа-гиганта о войне в Ираке вызвали резкую критику, и у него возникли вопросы относительно ненадежности источников новостей.
Исламский богослов Тарик Рамадан представляет программу «Islam & Life» («Ислам & Жизнь») от лондонского бюро.
Амина Тэйлор ведёт «Between the Headlines» («Между Заголовками»). Бывший член британского парламента Дерек Конвей представляет «Epilogue». Регулярно появляются также — Джеймс Вэл и активистка антивоенного движения Лорен Бут, невестка бывшего британского премьер-министра Тони Блэра. Другим ведущим был Кен Ливингстон, бывший мэр Лондона.
Макс Кайзер, финансовый журналист, ведёт шоу «On the Edge» («На грани»).

### Североамериканский штат
Так как правительство Соединенных Штатов в настоящее время поддерживает торговые и экономические санкции против исламской республики Иран, и не пускает иранских журналистов в страну, единственное официальное присутствие Пресс-тв в Соединенных Штатах было их представительство при Организации Объединённых Наций. Главным представителем Пресс-тв при ООН числится Майкл Мэззокко. В Лос-Анджелесе работает Росс Фрэсир, и выступает с такими темами как глобальное потепление и антивоенные протесты.
Пресс-тв также поддерживает своё присутствие в Соединённых Штатах через посреднические компании. «Американская мечта» («American Dream») — программа, произведенная в Вашингтоне, округ Колумбия, телекомпанией ATN, — еженедельная передача, которая сосредотачивается на темной стороне американской жизни. Марк Левайн оставил эфир этой передачи после редакционного вмешательства; другие ведущие шоу — Эллиот Фрэнсис, Ибрагим Хупер и Брайен Бекер (глава A.N.S.W.E.R.).
«Автограф» (Autograph) — программа-интервью Сьюзен Модэйрс. В этой передаче Модэйрс брала интервью у известных людей, таких как академики Норман Финкельштейн и Ноам Чомски. Она также взяла интервью у прежнего американского Советника по Национальной безопасности Збигнева Бжезинского для программы «Лицом к лицу.» (Face to Face).
Среди других репортеров, которые работали в Нью-Йорке — Атэф Конджа и Джули Уолкер. Колин Кэмпбэл, Ронда Пенс, Джихан Хафиз (Jihan Hafiz), Эрин Коннорс, Майк Келлермэн и Эрни Круиз работали в Вашингтоне, округ Колумбия. Роксана Ассаф (Roxane Assaf) работает в Чикаго. Канадский корреспондент — Захра Джамаль (Zahra Jamal), базируется в Ванкувере.

### Другие корреспонденты во всем мире
Майкл Мэззокко работает при Организации Объединённых Наций. Есть корреспонденты в Восточной и Юго-Восточной Азии, включая Шахана Бутта, который сообщает новости из индийского Кашмира.. Мунавар Заман работает в Нью-Дели. Аамер Трамбу (Aamer Trambu) — корреспондент в Бомбее и Южной области Индии.
Сари Аль-Халили представляет программу «INfocus» из Рамаллы и новости из Западного берега Иордана. Ширен Яссин передает из Иерусалима. А также Преетхи Наллу (Preethi Nallu) из Копенгагена; Мохаммед Абд из Каира.
Али Ризк — директор Бейрутской службы новостей канала. Среди других штатных сотрудников в Ливане были корреспондент Серена Шим, родившаяся в Детройте гражданка США ливанского происхождения, и Сара Мусса, продюсер, ранее жившая в США.